# FAM (アルバム)
『FAM』（ファム）は新体制timelesz初のオリジナルアルバム。2025年6月11日にOver The Topから発売された。「FAM」は「ファミリー」の意味。

## 概要
初回限定盤A（CD+Blu-ray/DVD）、初回限定盤B（CD+Blu-ray/DVD）、通常盤（2CD）、UNIVERSAL MUSIC STORE限定盤（CD+グッズ）の全6形態で発売。ジャケット写真はアルバムコンセプトの「家族」のように、リビングのような部屋に集まったり、新たな門出をメンバーカラーの紙吹雪の中で祝福しているビジュアルが採用された。
2024年10月ごろの新メンバーオーディション「timelesz project」期間中からオリジナルメンバーの3人で制作を開始。2025年1月後半ごろからレコーディングに入り、新メンバー5人が合流して完成した。アルバムのコンセプトは“家族”であり、新たに迎えたメンバーやsecondz（＝ファン）、スタッフなどtimeleszに関わる全ての人々全員で大きな家族という想いが込められている。菊池により、「この曲を歌ってる誰々って想像できるかな？」「この曲誰々に歌ってほしいな」など、本作も新メンバー選考の指標の1つになっていたことが明かされている。
リード曲「ワンアンドオンリー」は本アルバムのコンセプトでもある「家族」を象徴とする楽曲で、ABC-MART「CLIMACOOL with timelesz」のキャンペーンムービーに起用された。爽やかで前向きなサウンドのラブソングで、広く果てしない世界の中で出会えたメンバーやファンなど、timeleszに関わる全ての人との絆を歌っている。MVは、アーティスト写真やジャケットでも使用されていたリビングの部屋の間取り図が立体化したセットの中で、メンバーが普段着のような格好で歌ったり戯れたりしている姿と、黒のジャケットスタイルでクールに踊る姿が交互に構成されており、甘さとかっこよさが共存した映像に仕上がっている。また、オリジナルメンバー3人のもとに新メンバーが一人ずつ集っていく演出があったり、サビでは楽曲タイトルの“唯一無二”を振付で表現したりと、オーディションからの彼らの出会いに想いを馳せるような場面もみられる。グループ公式YouTubeで5月5日21:00に公開されてから3日間で再生回数は300万回を超え、YouTube急上昇ランクでは1位を記録した。
本作の収録曲は5月31日からOver The Top公式サイトにて、カウントダウン形式で連日公開された。ビッグエコーでは本作の発売を記念し、7月1日から9月30日まで全国7店舗で、アルバムのジャケットアートワークを使用した壁やテーブルを置き、ルーム内モニターに特別映像を映写するtimeleszとのコラボルームが設置された。

## 特典・仕様
仕様
- 初回限定盤A・初回限定盤B・UNIVERSAL MUSIC STORE限定盤 - 三方背スリーブ仕様

予約購入先着特典
- 初回限定盤A - FAMオリジナルステッカーシートver.A（A4サイズ）
- 初回限定盤B - FAMオリジナルステッカーシートver.B（A4サイズ）
- 通常盤 - FAMペア絵柄アナザージャケット4種セット

封入特典
- 4形態共通封入特典 - シリアルコード入りプレイリストカード（『timeleSZアプリ（旧SZ10THアプリ）』内ミュージックプレイヤー機能で楽曲が聴ける）、スペシャル企画応募用シリアルコード
- 初回限定盤A - 60Pスペシャルフォトブックver.A、オリジナルトレーディングカードver.A（3枚：集合1種+両面ソロ絵柄4種中2種ランダム封入）
- 初回限定盤B - 60Pスペシャルフォトブックver.B、オリジナルトレーディングカードver.B（3枚：集合1種+両面ソロ絵柄4種中2種ランダム封入）
- 通常盤 - 24P歌詞ブックレット、オリジナルトレーディングカードver.C（3枚：集合1種+両面ソロ絵柄4種中2種ランダム封入）
- UNIVERSAL MUSIC STORE限定盤 - 60Pスペシャルフォトブックver.D、オリジナルトレーディングカードver.D（3枚：集合1種+両面ソロ絵柄4種中2種ランダム封入）

グッズ
- UNIVERSAL MUSIC STORE限定盤 - 動画も見れちゃう!?FAM×TAMオリジナルキーホルダー
表は肩を組むメンバー8人の集合ビジュアル、裏はtimeleszのニューマスコットキャラクターであるクマのTAMのビジュアル。キーホルダーにスマートフォンをかざすと、期間限定でストリーミング動画「今こそ自分の限界を超える時！メンタル王最強決定戦〜ババ抜き篇〜」（約30分収録・視聴期間：2025年6月10日18:00 - 9月23日23:59）を視聴できる。

### スペシャル企画
スペシャル企画応募用シリアルコードを使って応募することで、抽選で参加可能。
- 大規模ファンミーティング「timelesz SUPER FAMeeting〜また夏が終わっていくんだね。でも、今年は新しい家族と過ごした最高の時間だった。だから夏の終わりも一緒にいようよ。唯一無二のレイトサマーParty!残暑の花火もいいんじゃない？〜」（関東会場・関西会場合わせて約5万名）[22]
  - 9月15日：千葉・ZOZOマリンスタジアム
  - 9月23日：大阪・万博記念公園
- ミート&グリート「We're timelesz ミート&グリート episode 1」
  - 「We're timelesz LIVE TOUR 2025 episode1 〜FAM〜」該当会場に各100名（計700名）

## 収録曲
クレジット出典

### CD

#### DISC1
全形態共通。
1. Rock this Party
作詞：菊池風磨、佐藤勝利、松島聡 / 作曲：Ryo'LEFTY'Miyata、Anders Dannvik、Mattias Olofsson / 編曲：Ryo'LEFTY'Miyata
2. Baby What's Your Name?
作詞：Komei Kobayashi / 作曲：Scott Russell Stoddart、草川瞬 / 編曲：Scott Russell Stoddart
ファンキーかつダンサブルな楽曲[23]。
3. Do Me Do Me
作詞：Funk Uchino / 作曲： Darren Ellis Smith、AVENUE 52、SQVARE / 編曲：Darren Ellis Smith、AVENUE 52
4. Head Up
作詞：Jacob Watson / 作曲：Josef Melin / 編曲：GRP、Josef Melin
5. Flavor
作詞：Komei Kobayashi / 作曲：Jimmy Claeson、佐原康太 / 編曲：佐原康太
6. because - 佐藤勝利・菊池風磨・松島聡
作詞：菊池風磨 / 作曲：Shogo、Tsubasa / 編曲：CHOKKAKU
7. HONEY ALMOND
作詞・作曲：nague、森心言、バンビーナ、p.e.t.、奈良ひより、Ryo Ito / 編曲：p.e.t.
8. ワンアンドオンリー
作詞：春和文 / Rap詞：TEEDA（BACK-ON） / 作曲：Erik Lidbom、Nils Rulewski Stenberg / 編曲：Nils Rulewski Stenberg
ABC-MART「CLIMACOOL with timelesz」キャンペーンムービー曲[15][16]。
9. Scent of No.9
作詞：miwaflower / 作曲：Cristofer Erixon、Josef Melin / 編曲：Josef Melin
10. 君へ - 寺西拓人・原嘉孝・橋本将生・猪俣周杜・篠塚大輝
作詞：寺西拓人、原嘉孝、橋本将生、猪俣周杜、篠塚大輝 / 作曲・編曲：竹縄航太（tarareba）、岩野亨（tarareba） / ストリングスアレンジ：石塚知生
新メンバー5人が初めて作詞に挑戦したミドルバラード曲[24]。「because」がオリジナルメンバー3人で制作していることから、本楽曲は新メンバー5人だけで制作することになり[25]、今までを支えてくれた人々への感謝の気持ちや5人の等身大の思いが綴られ、最終的にそれを橋本がまとめた[24][26]。1コーラス目はtimeleszになる前の話、2コーラス目からはtimeleszになってからの話で構成されている[25]。橋本は、全員の言葉が拾えているか不安になりながらも、みんながこの曲好きになってくれたらいいなという思いで完成させたと明かしている[26]。
11. Popcoooooooorn!
作詞：実ノ里 / 作曲： STEVEN LEE、Maxx Song、MATTT、SQVARE / 編曲：Maxx Song、MATTT
12. 手をたたけ愛ならせ
作詞：KOMU / 作曲：Scott Russell Stoddart、Mark Angelico Thomson、MiNE / 編曲：GRP
13. I'm Home
作詞：実ノ里 / 作曲：Josef Melin、Ryo'LEFTY'Miyata / 編曲：Ryo'LEFTY'Miyata

#### DISC2（通常盤）
1. 革命のDancin' night
作詞：木村友威、EARSY、きなみうみ、佐藤勝利 / 作曲・編曲：きなみうみ
「timelesz project」5次審査曲[7]。
2. SWEET
作詞：MiNE / 作曲：Dvii、Eunsol（1008）、YAGO / 編曲：Eunsol（1008）、YAGO
「timelesz project」5次審査曲[7]。
3. New phase
作詞・作曲：MASHIHO、Sunny / 編曲：Sunny
「timelesz project」5次審査曲[7]。
4. Anthem -episode1-
作詞：山下智久 / 作曲：Daisuke"D.I"Imai、Jaeyoung Yang / 編曲：Daisuke"D.I"Imai
8人での再録ver.[7]。
5. We're timelesz
作詞：timelesz / 作曲：Victor Sagfors、Christoffer Jonsson、GRP / 編曲： GRP
リレー式に次のメンバーを自らが作詞したラップで紹介していくメンバー紹介曲[24]。

### Blu-ray/DVD

#### 初回限定盤A
- 「Rock this Party」Music Video
- 「ワンアンドオンリー」Music Video
- “FAMilyの絆”を深める旅in Hawaii〜8人で初めての家族旅行、浮かれちゃってごめんなさい！〜（約77分収録）
- Behind Movie of Hawaii（約29分収録）

#### 初回限定盤B
- timelesz project Behind The Scene -FINAL-（約60分収録）
- 「Rock this Party」Dance Video
- Making Document Movie of 『FAM』（約50分収録）

## チャート成績
オリコンでは初日の店着日に48.5万枚を売り上げて2025年6月10日付「オリコンデイリーアルバムランキング」で1位を獲得。初日だけで2021年3月発売のアルバム『SZ10TH』の初週売り上げ18.6万枚を上回り、自己最高初週売上を記録した。その後、2日目も5.3万枚を売り上げ2日連続でデイリーランキング1位を獲得し、累積売上53.8万枚で2日間でハーフミリオンを達成した。6月17日発表の初週売上は61.9万枚で、6月23日付「オリコン週間アルバムランキング」で1位となり、1stアルバム『one Sexy Zone』から13作連続・通算13作目の首位獲得となった。なお、初週売上50万枚超えは、2025年2月3日付のSnow Man『THE BEST 2020-2025』以来、今年度2作目であり、自身初の達成となる。